# Crocidura tarella
Crocidura tarella és una espècie de mamífer eulipotifle de la família de les musaranyes (Soricidae) que es troba a la República Democràtica del Congo i Uganda.